# Championnat d'Allemagne féminin de football 1974
Navigation
Édition suivante
La Deutsche Fußballmeisterschaft 1974 est la 1re édition du championnat d'Allemagne féminin de football. 
Le premier niveau du championnat féminin oppose seize clubs allemands répartis dans quatre groupes de quatre équipes, en une série de trois rencontres. Les meilleures équipes de chaque groupe sont qualifiées pour les demi-finales de la compétition. La phase finale consiste en deux tours de confrontations directes qui ne se joue que sur un match.
À l'issue de la saison, le TuS Wörrstadt décroche le premier titre de champion d'Allemagne de son histoire.

## Participants
Ce tableau présente les seize équipes qualifiées pour disputer le tournoi 1974. On y trouve le nom des clubs, la date de création du club, la Regionalliga d'où il est issu, le nom des stades ainsi que la capacité de ces derniers.
| \| SC Bad Neuenahr Bayern Munich Bonner SC Tennis Borussia Berlin Werder Brême SV Bubach/Calmesweiler Buxtehuder SV DJK Eintracht Erle (de) Sparta Göttingen (de) TSV Grötzingen KTSV Preußen Krefeld NSG Oberst Schiel (de) SV Untergrombach SpVgg Wiehre Wiker SV (de) TuS Wörrstadt \| Localisation des clubs engagés dans le championnat. |
| SC Bad Neuenahr Bayern Munich Bonner SC Tennis Borussia Berlin Werder Brême SV Bubach/Calmesweiler Buxtehuder SV DJK Eintracht Erle (de) Sparta Göttingen (de) TSV Grötzingen KTSV Preußen Krefeld NSG Oberst Schiel (de) SV Untergrombach SpVgg Wiehre Wiker SV (de) TuS Wörrstadt                                                           |

| Nom du club             | Date de création | Regionalliga       | Stade                 | Capacité | Nb T. |
| ----------------------- | ---------------- | ------------------ | --------------------- | -------- | ----- |
| SC Bad Neuenahr         | 1907             | Rheinland          | Apollinarisstadion    | 4 580    | /     |
| Bayern Munich           | 1970             | Bayern             | Sportpark Aschheim    | 3 000    | /     |
| Bonner SC               | -                | Mittelrhein        | Stade inconnu         | -        | /     |
| Tennis Borussia Berlin  | 1969             | Berlin             | Mommsenstadion        | 15 005   | /     |
| Werder Brême            | -                | Brême              | Weserstadion Platz 12 | -        | /     |
| SV Bubach/Calmesweiler  | -                | Saarland           | Stade inconnu         | -        | /     |
| Buxtehuder SV           | -                | Hambourg           | Stade inconnu         | -        | /     |
| DJK Eintracht Erle (de) | -                | Westfalen          | Stade inconnu         | -        | /     |
| Sparta Göttingen (de)   | -                | Niedersachsen      | Stade inconnu         | -        | /     |
| TSV Grötzingen          | -                | Baden              | Stade inconnu         | -        | /     |
| KTSV Preußen Krefeld    | -                | Niedersachsen      | Stade inconnu         | -        | /     |
| NSG Oberst Schiel (de)  | 1955             | Hessen             | Stade inconnu         | -        | /     |
| SV Untergrombach        | -                | Württemberg        | Stade inconnu         | -        | /     |
| SpVgg Wiehre            | 1975             | Südbaden           | Möslestadion          | 18 000   | /     |
| Wiker SV (de)           | 1970             | Schleswig-Holstein | Stade inconnu         | -        | /     |
| TuS Wörrstadt           | 1969             | Südwest            | Stade inconnu         | -        | /     |

## Compétition

### Premier Tour

#### Classements
Le classement est calculé avec le barème de points suivant : une victoire vaut deux points, le match nul un et la défaite zéro.
Critères de départage en cas d'égalité au classement :
1. classement aux points des matchs joués entre les clubs ex æquo ;
2. différence entre les buts marqués et les buts concédés par chacun d’eux au cours des matchs qui les ont opposés ;
3. différence entre les buts marqués et les buts concédés sur la totalité des matchs joués dans le championnat ;
4. plus grand nombre de buts marqués sur la totalité des matchs joués dans le championnat ;
5. en cas de nouvelle égalité, une rencontre supplémentaire aura lieu sur terrain neutre avec, éventuellement, l’épreuve des tirs au but.

| Rang | Équipe                 | Pts | J | G | N | P | Bp | Bc | Diff |
| ---- | ---------------------- | --- | - | - | - | - | -- | -- | ---- |
| 1    | SV Bubach/Calmesweiler | 6   | 3 | 3 | 0 | 0 | 17 | 4  | +13  |
| 2    | Bayern Munich          | 4   | 3 | 2 | 0 | 1 | 10 | 6  | +4   |
| 3    | SpVgg Wiehre           | 2   | 3 | 1 | 0 | 2 | 9  | 9  | 0    |
| 4    | TSV Grötzingen         | 0   | 3 | 0 | 0 | 3 | 2  | 19 | -17  |

|  | Qualifié pour les demi-finales.                                                                                    |
|  | Pts points ; G victoires ; N match nuls ; P défaites Bp buts marqués ; Bc buts encaissés ; Diff différence de buts |

| Rang | Équipe                 | Pts | J | G | N | P | Bp | Bc | Diff |
| ---- | ---------------------- | --- | - | - | - | - | -- | -- | ---- |
| 1    | TuS Wörrstadt          | 6   | 3 | 3 | 0 | 0 | 11 | 1  | +10  |
| 2    | NSG Oberst Schiel (de) | 4   | 3 | 2 | 0 | 1 | 6  | 1  | +5   |
| 3    | KTSV Preußen Krefeld   | 2   | 3 | 1 | 0 | 2 | 5  | 7  | -2   |
| 4    | SV Untergrombach       | 0   | 3 | 0 | 0 | 3 | 0  | 13 | -13  |

|  | Qualifié pour les demi-finales.                                                                                    |
|  | Pts points ; G victoires ; N match nuls ; P défaites Bp buts marqués ; Bc buts encaissés ; Diff différence de buts |

| Rang | Équipe                | Pts | J | G | N | P | Bp | Bc | Diff |
| ---- | --------------------- | --- | - | - | - | - | -- | -- | ---- |
| 1    | Bonner SC             | 6   | 3 | 3 | 0 | 0 | 5  | 1  | +4   |
| 2    | SC Bad Neuenahr       | 4   | 3 | 2 | 0 | 1 | 9  | 1  | +8   |
| 3    | Sparta Göttingen (de) | 2   | 3 | 1 | 0 | 2 | 8  | 9  | -1   |
| 4    | Wiker SV (de)         | 0   | 3 | 0 | 0 | 3 | 1  | 11 | -10  |

|  | Qualifié pour les demi-finales.                                                                                    |
|  | Pts points ; G victoires ; N match nuls ; P défaites Bp buts marqués ; Bc buts encaissés ; Diff différence de buts |

| Rang | Équipe                  | Pts | J | G | N | P | Bp | Bc | Diff |
| ---- | ----------------------- | --- | - | - | - | - | -- | -- | ---- |
| 1    | DJK Eintracht Erle (de) | 6   | 3 | 3 | 0 | 0 | 9  | 2  | +7   |
| 2    | Tennis Borussia Berlin  | 2   | 3 | 1 | 0 | 2 | 3  | 4  | -1   |
| 3    | Buxtehuder SV           | 2   | 3 | 1 | 0 | 2 | 2  | 4  | -2   |
| 4    | Werder Brême            | 2   | 3 | 1 | 0 | 2 | 3  | 7  | -4   |

|  | Qualifié pour les demi-finales.                                                                                    |
|  | Pts points ; G victoires ; N match nuls ; P défaites Bp buts marqués ; Bc buts encaissés ; Diff différence de buts |

| 1re journée            | 1re journée | 1re journée            |
| Club                   | Score       | Club                   |
| ---------------------- | ----------- | ---------------------- |
| Bayern Munich          | 3-2         | SpVgg Wiehre           |
| TSV Grötzingen         | 0-9         | SV Bubach/Calmesweiler |
| 2e journée             |             |                        |
| SpVgg Wiehre           | 5-1         | TSV Grötzingen         |
| SV Bubach/Calmesweiler | 3-2         | Bayern Munich          |
| 3e journée             |             |                        |
| TSV Grötzingen         | 1-5         | Bayern Munich          |
| SpVgg Wiehre           | 2-5         | SV Bubach/Calmesweiler |

| 1re journée            | 1re journée | 1re journée            |
| Club                   | Score       | Club                   |
| ---------------------- | ----------- | ---------------------- |
| TuS Wörrstadt          | 5-1         | KTSV Preußen Krefeld   |
| NSG Oberst Schiel (de) | 4-0         | SV Untergrombach       |
| 2e journée             |             |                        |
| KTSV Preußen Krefeld   | 0-2         | NSG Oberst Schiel (de) |
| SV Untergrombach       | 0-5         | TuS Wörrstadt          |
| 3e journée             |             |                        |
| NSG Oberst Schiel (de) | 0-1         | TuS Wörrstadt          |
| KTSV Preußen Krefeld   | 4-0         | SV Untergrombach       |

| 1re journée           | 1re journée | 1re journée           |
| Club                  | Score       | Club                  |
| --------------------- | ----------- | --------------------- |
| SC Bad Neuenahr       | 5-0         | Sparta Göttingen (de) |
| Bonner SC             | 1-0         | Wiker SV (de)         |
| 2e journée            |             |                       |
| Sparta Göttingen (de) | 2-3         | Bonner SC             |
| Wiker SV (de)         | 0-4         | SC Bad Neuenahr       |
| 3e journée            |             |                       |
| Bonner SC             | 1-0         | SC Bad Neuenahr       |
| Sparta Göttingen (de) | 6-1         | Wiker SV (de)         |

| 1re journée             | 1re journée | 1re journée             |
| Club                    | Score       | Club                    |
| ----------------------- | ----------- | ----------------------- |
| Werder Brême            | 1-1         | Tennis Borussia Berlin  |
| Buxtehuder SV           | 0-2         | DJK Eintracht Erle (de) |
| 2e journée              |             |                         |
| Tennis Borussia Berlin  | 1-1         | Buxtehuder SV           |
| DJK Eintracht Erle (de) | 5-1         | Werder Brême            |
| 3e journée              |             |                         |
| Buxtehuder SV           | 1-1         | Werder Brême            |
| Tennis Borussia Berlin  | 1-2         | DJK Eintracht Erle (de) |

### Phase finale
|  |                        |                        |                         |                         |   |   |  |           |           |       |       |  |                              |  |  |  |
|  |                        |                        |                         |                         |   |   |  |           |           |       |       |  |                              |  |  |  |
|  |                        |                        |                         |                         |   |   |  |           |           |       |       |  | Stadion am Bruchweg, Mayence |  |  |  |
|  |                        |                        |                         |                         |   |   |  |           |           |       |       |  |                              |  |  |  |
|  |                        |                        |                         |                         |   |   |  |           |           |       |       |  |                              |  |  |  |
|  |                        |                        |                         |                         |   |   |  |           |           |       |       |  |                              |  |  |  |
|  |                        |                        |                         |                         |   |   |  |           |           |       |       |  |                              |  |  |  |
|  | Bonner SC              | Bonner SC              | 1                       | 1                       |   |   |  |           |           |       |       |  |                              |  |  |  |
|  | Bonner SC              | Bonner SC              | 1                       | 1                       |   |   |  |           |           |       |       |  |                              |  |  |  |
|  |                        |                        | TuS Wörrstadt           | TuS Wörrstadt           | 3 | 3 |  |           |           |       |       |  |                              |  |  |  |
|  |                        |                        |                         |                         | 3 | 3 |  |           |           |       |       |  |                              |  |  |  |
|  |                        |                        |                         |                         |   |   |  |           |           |       |       |  |                              |  |  |  |
|  |                        |                        |                         |                         |   |   |  |           |           |       |       |  |                              |  |  |  |
|  | TuS Wörrstadt          | TuS Wörrstadt          | 4                       | 4                       |   |   |  |           |           |       |       |  |                              |  |  |  |
|  | TuS Wörrstadt          | TuS Wörrstadt          | 4                       | 4                       |   |   |  |           |           |       |       |  |                              |  |  |  |
|  |                        |                        | DJK Eintracht Erle (de) | DJK Eintracht Erle (de) | 0 | 0 |  |           |           |       |       |  |                              |  |  |  |
|  |                        |                        |                         |                         | 0 | 0 |  |           |           |       |       |  |                              |  |  |  |
|  |                        |                        |                         |                         |   |   |  |           |           |       |       |  |                              |  |  |  |
|  |                        |                        |                         |                         |   |   |  |           |           |       |       |  |                              |  |  |  |
|  | SV Bubach/Calmesweiler | SV Bubach/Calmesweiler | 1                       | 1                       |   |   |  |           |           |       |       |  |                              |  |  |  |
|  | SV Bubach/Calmesweiler | SV Bubach/Calmesweiler | 1                       | 1                       |   |   |  |           |           |       |       |  |                              |  |  |  |
|  |                        |                        | DJK Eintracht Erle (de) | DJK Eintracht Erle (de) | 3 | 3 |  |           |           |       |       |  |                              |  |  |  |
|  |                        |                        |                         |                         | 3 | 3 |  |           |           |       |       |  |                              |  |  |  |
|  |                        |                        |                         |                         |   |   |  | Bonner SC | Bonner SC | 3 (1) | 3 (1) |  |                              |  |  |  |
|  |                        |                        |                         |                         |   |   |  | Bonner SC | Bonner SC | 3 (1) | 3 (1) |  |                              |  |  |  |
|  | SV Bubach/Calmesweiler | SV Bubach/Calmesweiler | 3 (4)                   | 3 (4)                   |   |   |  |           |           |       |       |  |                              |  |  |  |
|  |                        |                        |                         |                         |   |   |  |           |           |       |       |  |                              |  |  |  |

## Bilan de la saison
| Championnat d'Allemagne féminin de football 1974 |                           |
| Champion                                         | TuS Wörrstadt (1er titre) |
| Dauphin                                          | DJK Eintracht Erle (de)   |